# Pierre Haudaudine
Pour les articles homonymes, voir Haudaudine.
Pierre Haudaudine, né le 19 novembre 1756 à Bayonne, mort le 6 août 1846 à Nantes, est un négociant et un homme politique nantais, membre de la garde nationale en 1793, dont la renommée vient de son comportement courageux lors d'un épisode de la Guerre de Vendée.

## Biographie

### Débuts
Pierre Haudaudine est le fils de Pierre Haudaudine, négociant à Bayonne, et de Jeanne Lamaignère.
Il s'installe à son tour comme négociant, mais à Nantes ; il s'établit sur l’île Feydeau.

### Pendant la Révolution française
Pendant la Révolution française, c'est un partisan de la République, il est membre de la garde nationale. En 1793, après le soulèvement vendéen, il est fait prisonnier au cours d'une opération à Legé, dans le sud du département de Loire-Inférieure. Les insurgés le chargent, ainsi que deux compagnons, Babin et Charnier, de négocier à Nantes un échange de prisonniers. Il fait le serment de se constituer de nouveau prisonnier une fois sa tâche accomplie. Les trois hommes présentent la requête aux autorités révolutionnaires de Nantes qui refusent le marché, position avec laquelle Haudaudine est lui-même en accord. Malgré cela, alors qu'il pourrait rester parmi les siens, il choisit de retourner dans les lignes vendéennes, seul des trois émissaires à être fidèle à sa parole.
Haudaudine est déplacé de camp en camp. Il se trouve à Cholet au moment de la défaite des Vendéens face à l'armée républicaine, le 17 octobre 1793. Le général royaliste Bonchamps, mourant, a pour dernière volonté que l'on épargne les prisonniers républicains détenus à Saint-Florent-le-Vieil. Le souhait est exaucé, et Pierre Haudaudine peut rentrer triomphalement à Nantes.
Quelque temps plus tard, il défend la femme de Bonchamps lorsqu'elle est condamnée à mort par le tribunal militaire du Mans. L'intervention d'Haudaudine contribue à sauver la veuve du général vendéen.
Il fait partie de la municipalité désignée en octobre 1794 par le représentant Ruelle après la mise en accusation de Carrier et du Comité révolutionnaire de Nantes et la révocation de la municipalité dirigée par Jean-Louis Renard. Il reste en place dans les municipalités Giraud du Plessis et Beaufranchet ; il est de nouveau présent dans celle de Julien-François Douillard. Le 1er juin 1798, il est l'officier d'état civil qui établit l'acte de naissance d'Émile Mellinet.

### Après la Révolution
Pierre Haudaudine est nommé membre du conseil municipal de Nantes par un décret du 30 décembre 1814 sous la municipalité de François-Marie-Bonaventure du Fou. Il ne fait pas partie du conseil des Cent-Jours de Jean-Baptiste Bertrand-Geslin.

### Décès

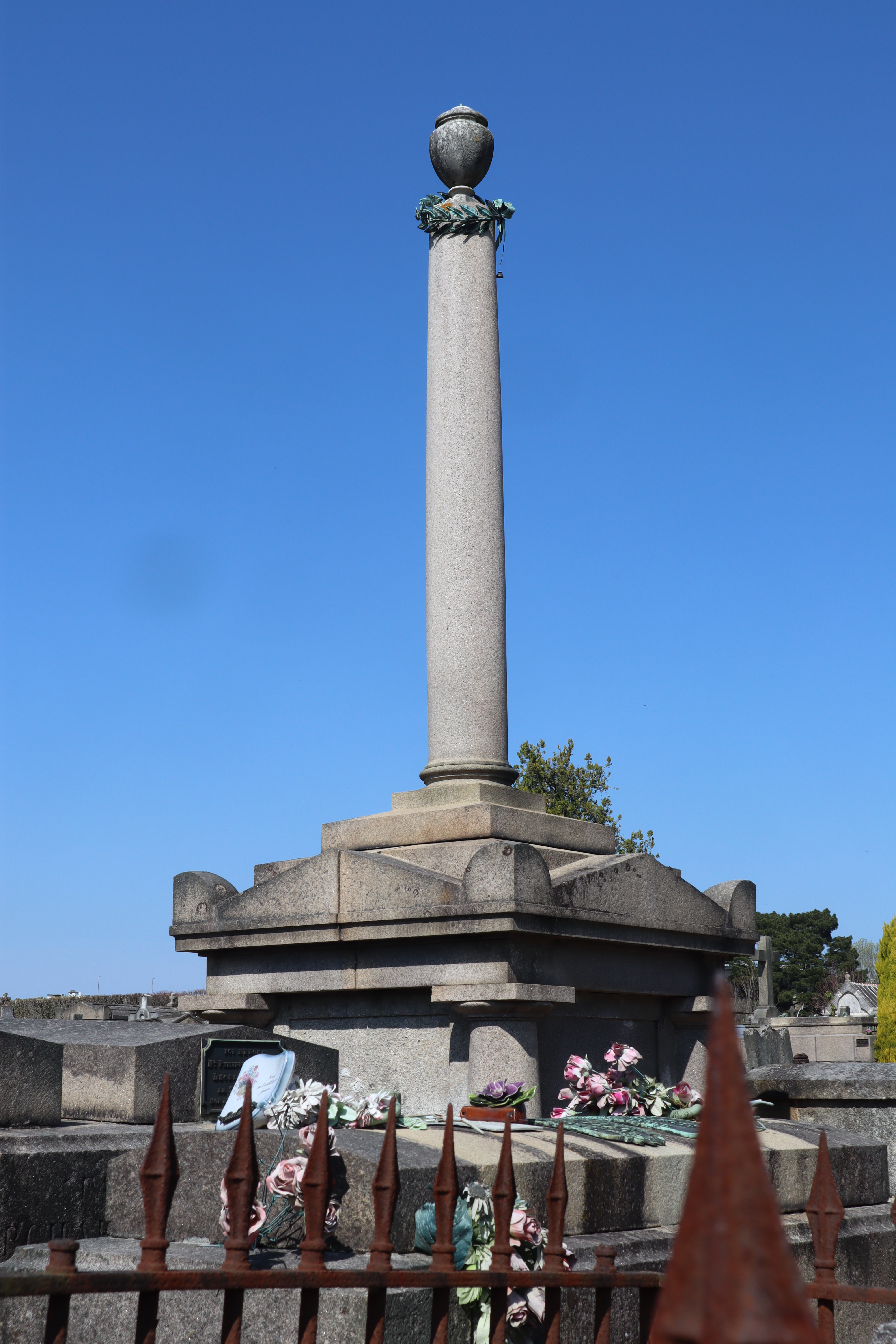
Tombe de Pierre Haudaudine au cimetière Miséricorde.

Pierre Haudaudine est enterré au cimetière Miséricorde à Nantes, non loin de la tombe de Pierre Cambronne.

## Hommages
Pierre Haudaudine a été baptisé « le Régulus Nantais ». Ce surnom de Régulus lui a été attribué en référence au général et consul romain Marcus Atilius Regulus, capturé par les Carthaginois en 255 av. J.-C., qui fut renvoyé à Rome pour y délivrer une proposition d'échange de prisonniers. Une fois sur place, il prit la parole pour demander au Sénat de refuser le marché. Comme il l'avait promis, il retourna se constituer prisonnier ; les Carthaginois le supplicièrent et le tuèrent.
À Nantes, un buste d'Haudaudine figure dans le passage Pommeraye, galerie de la Fosse.

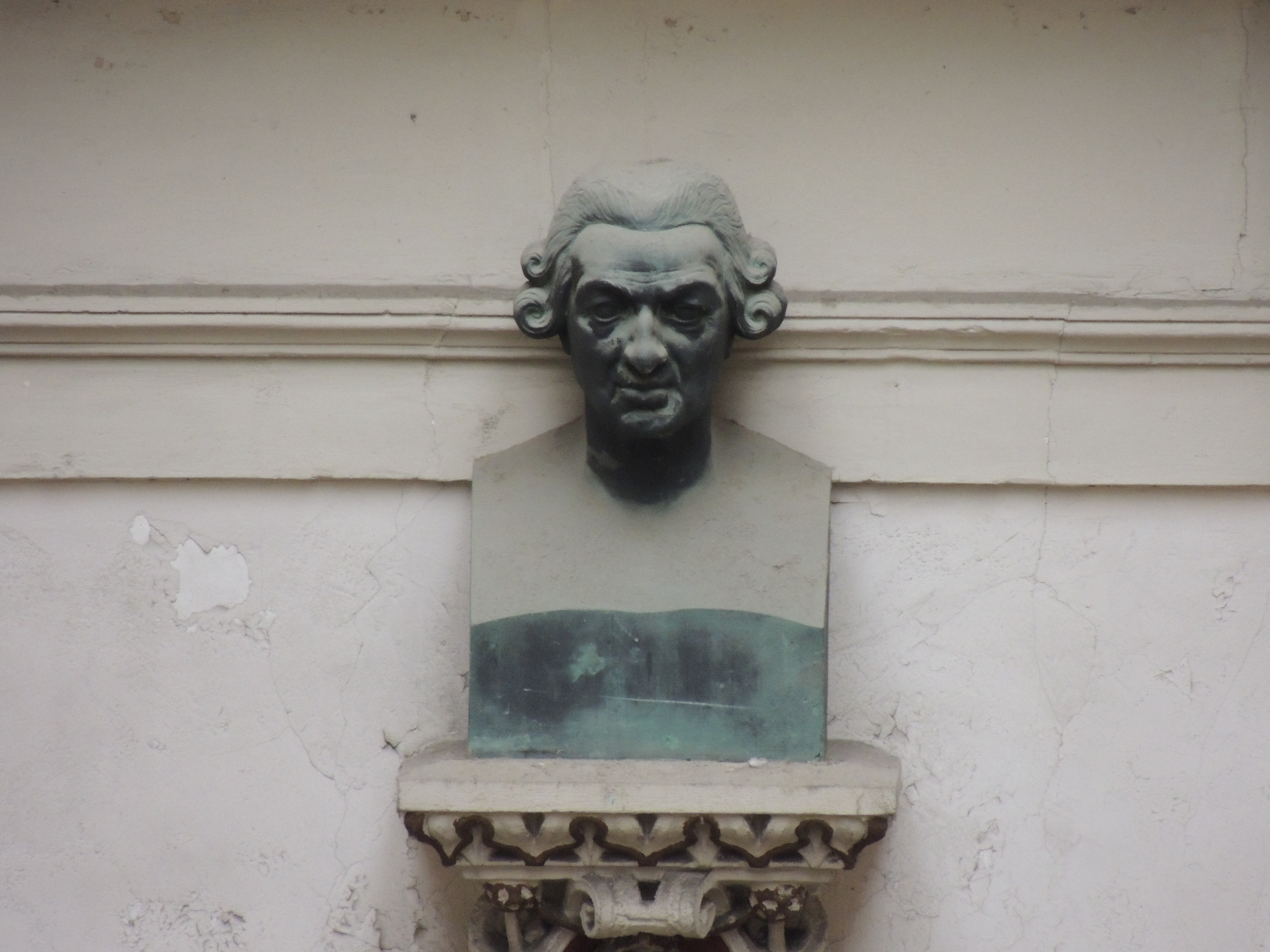
Buste de Pierre Haudaudine dans le passage Pommeraye.

Un pont de la ville, construit en 1878, portait déjà le nom de pont Haudaudine ; il a été détruit en 1944. L'actuel pont, inauguré en 1979, relie l'île de Nantes et la rive droite de la Loire sur le trajet Pirmil-place de la République-Hôtel-Dieu.
Une rue de Nantes, située dans l'axe du même pont, a porté son nom à partir du 31 décembre 1856, mais elle a été rebaptisée depuis rue Gaston-Veil.
Le Haudaudine, un trois-mâts carré, a été construit par les Chantiers de la Loire pour le compte de la Société anonyme des armateurs nantais en 1901.
En 1988, Jean Tardieu a mis en scène Régulus 93 ou la véritable histoire du citoyen Haudaudine de Catherine Decours, avec Bruno Pradal, Claude Jade, Geneviève Fontanel, Michel Le Royer, Michel Fortin. Le spectacle a été créé à l'Espace 44 de Nantes.